# Christian Riisager
Christian Riisager (1930 - 2008) var uddannet som tømrer. Riisager var en af de første pionerer til af fremstille el-producerende vindmøller.
Under hans læretid i 1940'erne reparerede og efterså han små vindmøller på gårde, de leverede trækkraft til gårdenes maskiner og nogle strøm fra små dynamoer.
I hans baghave løb en å, her han byggede en vandmølle med dynamo, der gav strøm til havebelysningen.
Senere byggede han en vindmølle monteret med en asynkronmotor, som han, igennem en elektronisk styring, tilsluttede det offentlige elnet, og huset elmåler begyndte at løbe baglæns, møllen producerede strøm.
Riisager fik interesse for vindmøller og det lykkedes ham, at starte Danmarks første egentlige serieproduktion af el-producerende vindmøller, møllen blev kaldt Riisagermøllen.